# Batylda Schaumburg-Lippe
Batylda Schaumburg-Lippe (niem. Prinzessin Bathildis Anna Maria Leopoldyna Auguste zu Schaumburg-Lippe; ur. 21 maja 1873, zm. 6 kwietnia 1962) – córka Wilhelma Schaumburg-Lippe.

## Młodość
Batylda urodziła się w Raciborzu w Królestwie Czeskim (obecnie Ratibořské Hory, Czechy), jako szóste dziecko i druga córka księcia Wilhelma Schaumburg-Lippe (1834-1906), (syna Jerzego Wilhelma księcia Schaumburg-Lippe i księżniczki Idy Waldeck-Pyrmont) i jego żony księżnej Batyldy Anhalt-Dessau (1837-1902), (córki księcia Fryderyka Augusta von Anhalt-Dessau i landgrafini Charlotte Marie Louise von Hessen-Kassel).

## Ślub
9 sierpnia 1895 w Náchod Batylda wyszła za mąż za swojego kuzyna Fryderyka księcia Waldeck-Pyrmont (1865-1946) który był szóstym dzieckiem i najstarszym synem Jerzego Wiktora Waldeck-Pyrmont i jego pierwszej żony Heleny Nassau.
Mieli czworo dzieci:
- Josias zu Waldeck und Pyrmont (13 maja 1896 – 30 listopada 1967)
- Maximilian William Gustaw Herman Waldeck-Pyrmont (13 września 1898 / 23 lutego 1981)
- Helena Waldeck-Pyrmont (22 grudnia 1899 – 18 lutego 1948)
- Georg Wilhelm Karl Wiktor Waldeck-Pyrmont (10 marca 1902 / 14 listopada 1971)

## Tytuły
- 21 maja 1873 – 9 sierpnia 1895: Jej Najjaśniejsza Wysokość Księżniczka Batylda Schaumburg-Lippe
- 9 sierpnia 1895 – 26 maja 1946: Jej Dostojność Księżna Waldeck-Pyrmont
- 26 maja 1946 – 6 kwietnia 1962: Jej Dostojność Księżna Wdowa Waldeck-Pyrmont